# Anele Ngcongca
Calvin Anele Ngcongca (ur. 21 października 1987 w Kapsztadzie, zm. 23 listopada 2020) – południowoafrykański piłkarz występujący na pozycji obrońcy, zawodnik KSV Roeselare. W latach 2009–2016 reprezentant Południowej Afryki.

## Życiorys

### Kariera klubowa
Swoją karierę piłkarską rozpoczął w klubie FC Fortune. W 2007 roku Ngcongca przeszedł do KRC Genk z Eerste klasse A. 29 sierpnia 2015 został wypożyczony do francuskiego zespołu Troyes AC z Ligue 1. 28 sierpnia 2016 podpisał 4–letni kontrakt z pierwszoligową drużyną Mamelodi Sundowns FC.
6 września 2020 podpisał kontrakt z belgijskim klubem KSV Roeselare z Eerste klasse B, umowa do 30 czerwca 2022; bez odstępnego.

### Kariera reprezentacyjna
W reprezentacji swojego kraju zagrał 51 razy i strzelił 2 gole. Zadebiutował w niej 14 listopada 2009 na stadionie Rand Stadium (Johannesburg) w zremisowanym 0:0 meczu towarzyskim z Japonią, wystąpił w całym spotkaniu. W 2010 został powołany do składu na mistrzostwa świata.

## Statystyki

### Klubowe
Stan na 6 września 2020
| Sezon     | Klub                 | Kraj              | Flaga             | Rozgrywki             | Mecze | Bramki | Rozgrywki Europy         | Mecze | Bramki |
| --------- | -------------------- | ----------------- | ----------------- | --------------------- | ----- | ------ | ------------------------ | ----- | ------ |
| 2007/2008 | KRC Genk             | Belgia            | Belgia            | Jupiler League        | 3     | 0      | -                        | -     | -      |
| 2008/2009 | KRC Genk             | Belgia            | Belgia            | Jupiler League        | 14    | 3      | -                        | -     | -      |
| 2009/2010 | KRC Genk             | Belgia            | Belgia            | Jupiler League        | 35    | 0      | Liga Europy UEFA         | 2     | 0      |
| 2010/2011 | KRC Genk             | Belgia            | Belgia            | Jupiler League        | 40    | 1      | Liga Europy UEFA         | 4     | 0      |
| 2011/2012 | KRC Genk             | Belgia            | Belgia            | Jupiler League        | 37    | 0      | Liga Mistrzów UEFA       | 7     | 0      |
| 2012/2013 | KRC Genk             | Belgia            | Belgia            | Jupiler League        | 29    | 2      | Liga Europy UEFA         | 11    | 0      |
| 2013/2014 | KRC Genk             | Belgia            | Belgia            | Jupiler League        | 36    | 1      | Liga Europy UEFA         | 8     | 0      |
| 2014/2015 | KRC Genk             | Belgia            | Belgia            | Jupiler League        | 30    | 1      | -                        | -     | -      |
| 2015/2016 | KRC Genk             | Belgia            | Belgia            | Jupiler League        | 1     | 0      | -                        | -     | -      |
| 2015/2016 | Troyes AC (wyp.)     | Francja           | Francja           | Ligue 1               | 20    | 0      | -                        | -     | -      |
| 2016/2017 | Mamelodi Sundowns FC | Południowa Afryka | Południowa Afryka | Premier Soccer League | 10    | 0      | Afrykańska Liga Mistrzów | 7     | 0      |
| 2017/2018 | Mamelodi Sundowns FC | Południowa Afryka | Południowa Afryka | Premier Soccer League | 14    | 0      | -                        | -     | -      |
| 2018/2019 | Mamelodi Sundowns FC | Południowa Afryka | Południowa Afryka | Premier Soccer League | 18    | 0      | -                        | -     | -      |
| 2019/2020 | Mamelodi Sundowns FC | Południowa Afryka | Południowa Afryka | Premier Soccer League | 19    | 1      | -                        | -     | -      |
| 2020/2021 | KSV Roeselare        | Belgia            | Belgia            | Eerste klasse B       | 0     | 0      | -                        | -     | -      |